# Оче
Оче (груз. ოჩე) — село в Грузии, на территории Мартвильского муниципалитета края (мхаре) Самегрело-Верхняя Сванетия.

## География
Село находится в западной части Грузии, на правом берегу реки Техури, на расстоянии приблизительно 11 километров (по прямой) к северо-западу от города Мартвили, административного центра муниципалитета. Абсолютная высота — 273 метра над уровнем моря.

## Население
По результатам официальной переписи населения 2014 года в Оче проживало 283 человека (139 мужчин и 144 женщины). В национальной структуре населения грузины составляли 100 %.
| Год  | Население, человек |
| ---- | ------------------ |
| 2002 | 418                |
| 2014 | ↘ 283              |